# Municipalità Mestre-Carpenedo
Municipalità Mestre-Carpenedo bezeichnet einen Stadtbezirk der Stadt Venedig. Er ist einer von sechs sogenannten Municipalità, in die das Gemeindegebiet von Venedig aufgeteilt ist. Der Stadtbezirk hat seinen Verwaltungssitz im Stadtteil Mestre.

## Lage und Ausdehnung
Der Stadtbezirk Mestre-Carpenedo ist einer von vier Bezirken der Stadt Venedig, die auf der Terraferma liegen. Er umfasst den zentralen Teil der auf dem Festland liegenden Stadtteile von Venedig mit den drei großen Zentren Mestre, Carpenedo und Bissuola. Mit einer Fläche von 24,22 km² hat der Stadtbezirk Mestre-Carpenedo einen Anteil von 5,84 % an der Gesamtfläche von Venedig und von 18,62 % an Festlandfläche des Stadtgebietes. Damit ist er nicht nur der kleinste Bezirk auf dem Festland, sondern auch der kleinste Stadtbezirk überhaupt von Venedig.
Er grenzt im Norden an die Gemeinden Marcon und Mogliano Veneto. Letztere zählt bereits zur Nachbarprovinz Treviso. Im Westen grenzt er an die Bahnstrecke Venedig–Udine und teilweise an die Bahnstrecke Venedig–Triest. Im Süden ist er durch die Bahnstrecke Mailand–Venedig und im Osten von der Ostumfahrung von Mestre begrenzt.

## Bevölkerung
Zum 31. Dezember 2024 zählte der Bezirk 87.116 Einwohner und war damit der bevölkerungsstärkste Stadtbezirk Venedigs. Über ein Drittel (34,59 %) der Gesamtbevölkerung der Stadt Venedig leben in diesem Bezirk. Mit 3597 Einwohnern je km² weist er auch die größte Bevölkerungsdichte aller Stadtbezirke auf. Die Bevölkerung des Bezirks konzentriert sich auf den Stadtteil Mestre mit 50.336 Einwohnern.

## Stadtteile
Zum Stadtbezirk Mestre-Carpenedo gehören die folgenden drei  Stadtteile sowie mehrere kleinere Stadtviertel:
- Bissuola
- Carpenede
- Mestre

## Geschichte
Der Stadtbezirk entstand im Zuge eines am 7. Februar 2005 unter dem Vorsitz von Bürgermeister Paolo Costa verabschiedeten Gemeinderatsbeschlusses, der am 21. April 2005 in Kraft trat. Er umfasst die seit 1997 bestandenen Stadtviertel 9 (Carpenedo-Bissuola) und 10 (Mestre Centro).

## Verwaltung
Dem Stadtbezirk stehen ein Präsident, eine vierköpfige Bezirksregierung und ein Bezirksrat mit 28 Bezirksräten vor. Die Bezirksregierung wird vom Präsidenten ernannt. Die Wahlen zum Bezirksrat finden parallel mit der Wahl des Bürgermeisters von Venedig und des Stadtrates statt. Fünf ständige Bezirkratsausschüsse untersuchen und vertiefen Themen und Beratungsvorschläge, die in die Zuständigkeit des Rates fallen. In den Ratsausschüssen sind alle im Rat vertretenen Fraktionen vertreten. Sie bleiben nach ihrer Einrichtung bis zur Auflösung des Bezirksrats im Amt.